# Lista de cineastas do Japão
Esta é uma lista de cineastas do Japão, ordenada alfabeticamente pelo 
sobrenome.

## A
- Abe Yutaka
- Anne Suzuki
- Anno Hideaki

## F
- Fukasaku Kinji
- Jun Fukuda
- Furuhata Yasuo
- Kenta Fukusaku

## H
- Harada Masato
- Shinji Higuchi
- Hirayama Hideyuki
- Ishiro Honda

## I
- Ichikawa Kon
- Imamura Shohei
- Ishii Sogo
- Itami Juzo
- Ito Daisuke
- Ito Shunya
- Iwai Shunji

## J
- Joe Odagiri

## K

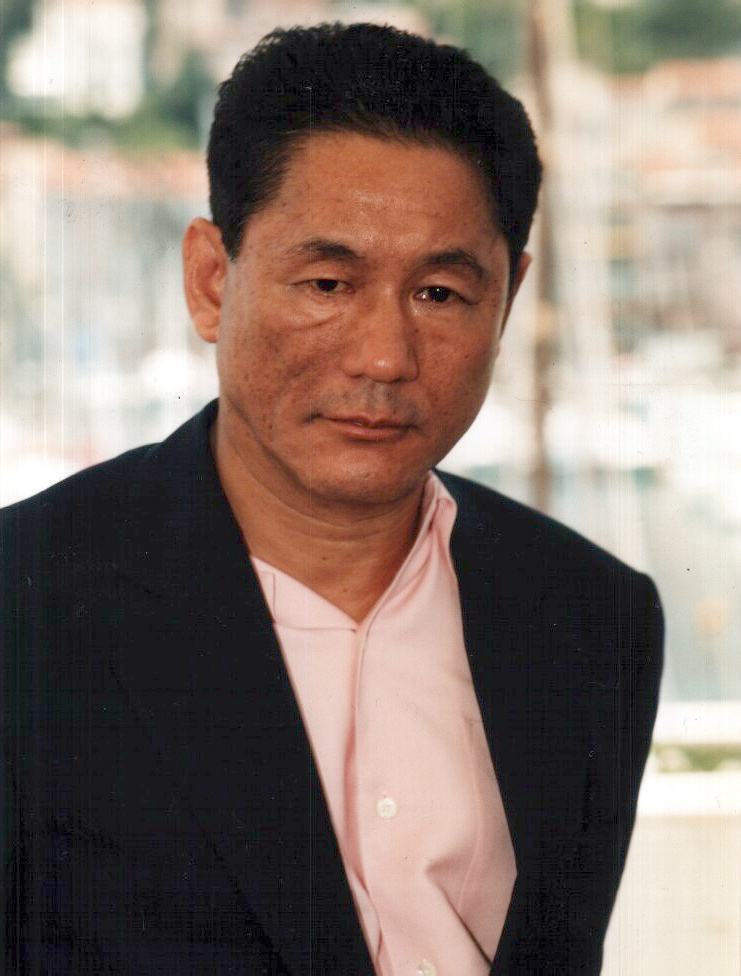
Takeshi Kitano.

- Shusuke Kaneko
- Kasugi Nozumi
- Kawase Naomi
- Kinusaga Teinosuke
- Kitamura Ryuhei
- Kitano Takeshi
- Kobayashi Masaki
- Koizumi Takashi
- Kon Satoshi
- Koreeda Hirokazu
- Kurosawa Akira
- Kurosawa Kiyoshi

## M
- Mihara Mitsuhiro
- Miike Takashi
- Mikio Naruse
- Hayao MiyzakiMiyazaki Hayao
- Mizoguchi Kenji
- Murakami Ryu

## N
- Nagasawa Masahiko
- Nakano Hiroyuki
- Nakata Hideo
- Nishikawa Miwa
- Nomura Yoshitaro
- Oshima Nagisa
- Mikio Naruse

## O
- Okamoto Kihachi
- Otomo Katsuhiro
- Ozu Yasujiro

## S
- Sabu
- Torajiro Saito
- Yoichi Sai (Choi Yang-il)
- Sakamoto Junji
- Hajime Sato
- Sato Junya
- Kazumi Sekine
- Akihiko Shiota
- Makoto Shiina
- Hiroshi Shimizu
- Shimizu Takashi
- Shindo Kaneto
- Shinoda Masahiro
- Shinohara Tetsuo
- Suo Masayuki
- Suzuki Seijun

## T
- Takita Yojiro
- Teshigahara Hiroshi
- Tezuka Osamu
- Tsukamoto Shinya

## Y
- Yamada Youji
- Yukisada Isao